# Chloropoea particolor
Chloropoea particolor är en fjärilsart som beskrevs av Talbot 1943. Chloropoea particolor ingår i släktet Chloropoea och familjen praktfjärilar. Inga underarter finns listade i Catalogue of Life.